# Canton de Montcenis
Le canton de Montcenis est un ancien canton français situé dans le département de Saône-et-Loire.

## Géographie
Ce canton était organisé autour de Montcenis dans l'arrondissement d'Autun. Son altitude variait de 277 m (Blanzy) à 643 m (Charmoy) pour une altitude moyenne de 328 m. Il est composé à l'est et au sud de zone urbanisées, et à l'ouest et au nord, de communes plus rurales, proches du Morvan.

## Histoire
- De 1833 à 1848, les cantons de Couches et de Montcenis avaient le même conseiller général. Le nombre de conseillers généraux était limité à 30 par département[1].

- En 1868, le canton a été divisé pour créer celui du Creusot.

## Représentation

### Conseillers généraux de 1833 à 2015
| Période      | Période      | Identité                                          | Étiquette              | Qualité |
| ------------ | ------------ | ------------------------------------------------- | ---------------------- | --- |
| 1833         | 1842         | Jean Louis Berrier                                |                        | Docteur-médecin, maire de Montcenis (1830-1835) |
| 1842         | 1845 (décès) | Adolphe Schneider                                 | Majorité ministérielle | Maître de forges Député (1842-1845), maire du Creusot |
| 1845         | 1868         | Eugène Joseph Schneider (frère du précédent)      | Majorité dynastique    | Maître de forges Ministre Député (1845-1848, 1852-1870) Président du Corps législatif (1867-1870) Elu en 1868 dans le Canton du Creusot                   |
| 1868         | 1871         | Henri Schneider (fils du précédent)               | Conservateur           | Maître de forges au Creusot Député (1889-1898) Maire du Creusot (1871-1896)                                                                               |
| 1871         | 1884 (décès) | Philippe Baudin                                   | Républicain            | Propriétaire Maire de Blanzy |
| 1884         | 1892         | Claude-Antoine Merle                              | Républicain (Droite)   | Notaire à Montcenis |
| 1892         | 1898         | Paul Reyneau                                      | Républicain            | Propriétaire, maire d'Uchon |
| 1898         | 1904         | Claude-Antoine Merle                              | Républicain (Droite)   | Notaire à Montcenis |
| 1904         | 1928         | Frédéric Richon                                   | Rad.                   | Minotier, maire de Saint-Symphorien-de-Marmagne, conseiller d'arrondissement                                                                              |
| 1928         | 1934         | Jean Brosselin                                    | SFIO                   | Secrétaire de la mairie de Blanzy, conseiller d'arrondissement                                                                                            |
| 1934         | 1940         | Pierre Venot                                      | SFIO                   | Propriétaire à Montcenis, conseiller d'arrondissement |
|              |              |                                                   |                        | |
| 1942         | 1945         | Marcel Beaucarnot (1875-1949)                     |                        | Maire de Saint-Symphorien-de-Marmagne Nommé conseiller départemental en 1942                                                                              |
|              |              |                                                   |                        | |
| 1945         | 1958         | Louis Duray                                       | PCF                    | Cultivateur Adjoint au Maire de Blanzy, ancien conseiller d'arrondissement                                                                                |
| 1958         | 1967 (décès) | Hugues Michel                                     | Rad.                   | Négociant à Blanzy |
| 1967         | 1967 (décès) | René Picard (1905-1967)                           | SFIO                   | Maire de Blanzy |
| 10 mars 1968 | 1982         | René Beaucarnot (1904-1987, fils de M.Beaucarnot) | Rad. puis MRG          | Ingénieur agricole Maire de Saint-Symphorien-de-Marmagne Suppléant du député Gabriel Bouthière                                                            |
| 1982         | 2008         | André Quincy (1937-2018)                          | PS                     | Instituteur Maire de Blanzy de 1968 à 2001 Suppléant du député Didier Mathus                                                                              |
| 2008         | 2015         | Thomas Thévenoud                                  | PS                     | Cadre des collectivités locales Député de la 1re circonscription de Saône-et-Loire (2012-2017) Premier adjoint au maire de Montceau-les-Mines (2001-2011) |

### Conseillers d'arrondissement (de 1833 à 1940)
Le canton de Montcenis avait deux conseillers d'arrondissement de 1852 à 1868, date de la création du canton du Creusot.
| Période                                  | Période | Identité                                         | Étiquette           | Qualité |
| ---------------------------------------- | ------- | ------------------------------------------------ | ------------------- | --- |
| 1833                                     | 1842    | M. Nectoux                                       |                     | Propriétaire à Charmoy                                                                                      |
| 1842                                     | 1848    | Jean Bard (1809-1862)                            |                     | Propriétaire, maire de Saint-Symphorien-de-Marmagne                                                         |
| 1848                                     | 1852    | Amable Théodemir Luillier d'Orcières (1809-1889) |                     | Propriétaire au Breuil                                                                                      |
| 1852                                     | 1855    | Désiré Lemonnier                                 |                     | Directeur des forges, maire du Creusot (1845-1855), membre de la Chambre d'Agriculture                      |
| 1855                                     | 1870    | Saint-Clair Duport                               | Candidat recommandé | Maire de Torcy                                                                                              |
| 1855                                     | 1868    | Alfred Deseilligny                               | Candidat recommandé | Sous-directeur des usines du Creusot, maire du Creusot (1855-1866), propriétaire à Broye                    |
| 1870                                     |         | M. de Loisy                                      |                     | |
|                                          |         |                                                  |                     | |
| 1880                                     | 1892    | Jean Nectoux                                     | Républicain         | Maire de Marmagne                                                                                           |
| 1892                                     | 1901    | Clément Fléty                                    | Radical             | Instituteur puis directeur d'école à Montchanin                                                             |
| 1901                                     | 1904    | Frédéric Richon                                  | Radical             | Minotier à Saint-Symphorien-de-Marmagne                                                                     |
| 2 oct. 1904                              | 1925    | M. Bidaut                                        |                     | Propriétaire à Marmagne                                                                                     |
| 1925                                     | 1928    | Jean Brosselin                                   | SFIO                | Secrétaire de la mairie de Blanzy                                                                           |
| 1928                                     | 1934    | Pierre Venot                                     | SFIO                | Propriétaire à Montcenis                                                                                    |
| 1934                                     | 1937    | Louis Duray (1880-1965)                          | PC-SFIC             | Mineur puis cultivateur, adjoint au maire de Blanzy                                                         |
| 1937                                     | 1940    | Jean-Marie Langilier                             | SFIO                | Agriculteur, maire des Bizots                                                                               |
| 1940                                     |         |                                                  |                     | Les conseils d'arrondissement ont été suspendus par la loi du 12 octobre 1940 et n'ont jamais été réactivés |
| Les données manquantes sont à compléter. |         |                                                  |                     | |

## Composition
Le canton de Montcenis regroupait 8 communes et comptait 16 807 habitants (recensement de 1999 sans doubles comptes).
| Communes                     | Population (2012) | Code postal | Code Insee |
| ---------------------------- | ----------------- | ----------- | ---------- |
| Les Bizots                   | 435               | 71710       | 71038      |
| Blanzy                       | 7 070             | 71450       | 71040      |
| Charmoy                      | 279               | 71710       | 71103      |
| Marmagne                     | 1 329             | 71710       | 71282      |
| Montcenis                    | 2 352             | 71710       | 71309      |
| Saint-Berain-sous-Sanvignes  | 1 068             | 71300       | 71390      |
| Saint-Symphorien-de-Marmagne | 808               | 71710       | 71482      |
| Torcy                        | 3 554             | 71210       | 71540      |

## Démographie
| 1962   | 1968   | 1975   | 1982   | 1990   | 1999   | 2006   | 2009 |
| ------ | ------ | ------ | ------ | ------ | ------ | ------ | ---- |
| 11 307 | 11 808 | 15 177 | 17 709 | 17 852 | 16 807 | 15 838 | -    |